# Heezen Glacier
Heezen Glacier är en glaciär i Antarktis. Den ligger i Västantarktis. Argentina, Chile och Storbritannien gör anspråk på området. Heezen Glacier ligger 320 meter över havet.
Terrängen runt Heezen Glacier är huvudsakligen kuperad, men åt nordost är den platt.  Trakten är obefolkad. Det finns inga samhällen i närheten.